# Шпанска корида у Београду
Шпанска корида у Београду била је прва класична шпанска корида одржана ван Пиринејског полуострва. Одржанана је на стадиону Ташмајдан, трајала је од 2. до 3. октобра 1971. године, а организовало ју је предузеће „Задругар”. Према писању југословенских медија, кориди је присуствовало око 4.500 људи.

## Припреме и организација
Како се ближио дан кориде, припреме на стадиону Ташмајдан су биле све интезивније, па је он претворен у арену. На рубним деловима терена постављена је дрвена ограда, централни део је посут земљом, док су на бочним деловима зидова пролаза, кроз који су бикове изводили, намонтиране даске.
Како бикови не би насртали на своје одразе у огледалима којима је цео тунел био обложен, направљена је импровизована конструкција на коју су закуцане летве.
Из Галиције у Београд стигло је дванаест бикова који су били смештени на Институту за вирусологију, вакцине и серуме „Торлак”, а дошли су испланираном трасом. Испитано је да ли је било сточних болести у последњих пола године на путу којим су бикови превожени, како би се избегла било каква врста ризика. Вода и храна биковима су давани на одрађеним станицама, а добијали су редовно и витаминске инјекције.
Одржавање кориде у Београду најављивано је на насловним странама југословенских новина, као и путем летака који су били излепљени по улицама са натписом „Прва класична корида ван Шпаније”. Сматра се да је ова манифестација била озбиљан организациони и маркетиншки подухват.
У медијима је доспела информација о стотинама хиљада проневерених динара, а улазнице које су коштале између 100 и 200 динара, сматране су прескупим. Предузеће Монтенегро промет, које је организовало кориду завршило је на суду, па је организацију преузело предузеће „Задругар”.
Борба са биковима на београдском Ташу требала је да се одржи 17. и 18. септембра, али је одложена наводно због временских неприлика. Друштво за заштиту животиња је протествовало и називало кориду „кланицом бикова”, те тражило да се она забрани. С озбиром да је због лоших временских прилика корида одложена, заштитиници животиња су продужили свој протест. Тадашњи управник СРЦ Ташмајдан, Димитрије Ковачевић оштро је реаговао против оних који су се противили кориди и истакао „да сви они који се буне треба да донесу уверење да су вегетаријанци”.
Корида је трајала од 2. до 3. октобра 1971. Према писању југословенских медија, кориди је присуствовало око 4.500 људи.

## Одржавање кориде
Отворена је 2. октобра 1971. у 15:30 и трајала и наредни дан. Отварање кориде претходила је свечана парада учесника уз музику шпанског оркестра са трибине. Пред окупљену публику ушетала је тореадорска тројка: Роберт Пилас, Алфред Конде и Луис Мигел Домингин, који је био ветеран кориде и звезда манифестације, а медији су писали да су на трибине стадиона Ташмајдан многи управо дошли због њега.
Пред сам почетак спикер је публици пружио основне информације о кориди и упутио их када треба да узвикну „оле”, што је поновио и током догађаја.
Домингин је отворио кориду и већ код прве борбе умало страдао, јер се оклизнуо. Рањени бик га је рогом ухватио за ногу и почео да баца унаоколо, а у помоћ су му притекли остали учесници, па је прошао са лакшим повредама. Након лекарског прегледа, вратио се и усмртио бика убодом мача у главу. Након тога Домингин је имао још једну борбу, а онда га је на месту матадора заменио деветнаестогодишњи Роберто Пилас.
Тада млади тореро борио се са два бика, а у неколико наврата је и клечао пред њима, показујући тако сопствену надмоћ над животињом, што је према сведочењима побрало симпатије дела публике. Након тога, на терен је изашао Алфредо Конте, који на коњу водио само једну борбу. Идентичну представу на истом месту, Шпанци су прередили и следећег дана.
Након завршетка борбе, убијене бикове са крвавог терена извлачили су домаћи коњи, а према наводима Вечерњих новости, Београђани су негодовали и звиждуцима доказивали да су ипак велики пријатељи животиња. У монографији Ташмајданске приче наводи се да су Домингина извели у Скадарлију и да је на менију био један од убијених бикова испечен на ражњу, а да је он пре повратка у домовину од српских домаћина за успомену добио гусле.
Према писању присутних медија, публика је била запањена, а део ње и згрожен, те је већином навијала за бика у тренуцима када су на терен изашли пикадори. Бикови су били успорени и прободени, што се није допало публици која није навикла на такве ствари и то им није изгледало као поштена борба. У медијима су навели да већина људи који су тада били присутни на стадиону Ташмајдан није никада раније присустовала кориди.
У време одржавања кориде у Београду је боравио велики број холивудских личности као што су Ричард Бартон, Лиз Тејлор, Кирк Даглас, Лоренс Оливије и многи други.